# Наруто Удзумаки
Наруто Удзума́ки (яп. うずまき ナルト Удзумаки Наруто) —  главный герой манги «Наруто», отец Боруто.
В аниме-сериалах его озвучила Дзюнко Такэути. Персонаж занимал 6 строчку в списке 25 лучших персонажей аниме по версии IGN в 2009 году.
Автор в одном из своих интервью американскому изданию журнала Shonen Jump заявил, что ситуации, в которые попадает Наруто (особенно в Академии ниндзя), порой напоминают те, что случались с ним в детстве: в манге автор отображает и свои детские переживания.

## Описание

Печать на животе Наруто

Символ деревни Коноха

### Имя
Слово «наруто» в японском языке может означать «вихрь», «водоворот», символ @ или один из видов камабоко (нарезанной сурими) с красной спиралью, используемых при приготовлении рамэна, любимого блюда Наруто.
«Удзумаки» в японском языке может означать «водоворот» или «воронка». Отсылок к спирали в манге множество:
- символ Деревни Листвы (Конохагакурэ) — родного селения Наруто — состоит из листа, совмещённого со спиралью. На спине и плечах одежды Наруто изображена спираль, она же нарисована на двери его места проживания.
- название Расэнгана — одного из дзюцу Наруто — в дословном переводе означает «спиральная сфера».

### Внешность
Наруто — светловолосый и голубоглазый подросток-ниндзя, сын бывшего главы деревни Коноха. На животе Наруто находится печать в виде спирали, которая проявляется, если сконцентрировать чакру. В печати запечатан Девятихвостый Демон-Лис. Спираль также является символом родной деревни матери Наруто — Кусины.

### Цели
Мальчик долгие годы не знал, кто его родители; знавшие правду взрослые жители деревни избегали и презирали его из-за заключённого внутри демона. Из-за издевательств в детстве у Наруто появилась мечта самоутвердиться, став главой своей деревни ниндзя — хокагэ.

## В сюжете

### Первая часть
Сюжет начинается с того, что Наруто проваливает выпускной экзамен Академии ниндзя, не сумев создать обычных клонов. Вечером его преподаватель Мидзуки обманом уговаривает Наруто похитить секретный свиток с описанием множества дзюцу, мотивируя это тем, что Наруто сможет сдать экзамен, если выучит одно дзюцу из него. Наруто похищает свиток и всего за ночь ему удаётся изучить сложную технику теневого клонирования. С помощью другого учителя, Ируки Умино, который относился к Наруто как к младшему брату, Мидзуки удалось схватить, а свиток вернуть на место. Ирука вручает Наруто налобный протектор как символ того, что Наруто сдал экзамен.
Наруто попадает в команду № 7 вместе с кумиром девушек Саскэ Утихой и Сакурой Харуно. Во главе команды встаёт Какаси Хатакэ. В первой серьёзной миссии — по защите мостостроителя Тадзуны — им пришлось столкнуться с опасными противниками: Дзабудзой Момоти и Хаку. Ситуацию осложняло и то, что в Наруто впервые за долгие годы пробудился Девятихвостый Лис — из-за сильных переживаний и эмоций в последующие битвы это стало происходить всё чаще. Тем не менее команде удалось победить соперников. Тадзуна называет построенный мост Великим мостом Наруто.
Вскоре в Конохе был организован открытый экзамен на получение звания тюнина. После того как во время первого письменного испытания Наруто чуть не провалился, команде № 7 предстояла ещё более сложная задача — испытание на выживание в полном чудищ лесу. В Конохе объявился международный преступник Оротимару и напал на команду № 7, оставив на шее у Саскэ проклятую печать, а на Наруто печать 5 элементов. Несмотря на это, команде, не без помощи вошедшего в их доверие Кабуто, удалось заполучить два недостающих для прохода в следующий тур свитка и успешно окончить испытание.
Вопреки ожиданиям организаторов, в третью часть экзамена прошло много участников, и для сокращения их вдвое было устроено дополнительное испытание — бой с соперником один на один. Наруто удалось одолеть Кибу Инудзуку и его собаку Акамару; Саскэ победил Ёрои Акадо, а Сакуре вместе с Ино была присуждена ничья, посему, в соответствии с правилами, ни одна из них не прошла дальше. Следующее испытание было назначено лишь через месяц, в связи с чем каждый участник стал усиленно тренироваться под руководством более опытного ниндзя — Наруто согласился обучать один из легендарных Саннинов — Дзирайя.
Третье испытание заключалось в бою один на один с противником по олимпийской системе: в числе других результатов Наруто одолел Нэдзи. Во время боя Саскэ и Гаары ниндзя Селений Песка и Звука, подстрекаемые Оротимару, начали внезапную атаку на Коноху, а сам Змеиный Саннин напал на Третьего Хокагэ и убил его. Наруто вместе с призванным им королём жаб Гамабунтой пришлось сражаться с Гаарой и овладевшим его телом Однохвостым Сюкаку, заключённым когда-то в мальчике. Однако всё закончилось благополучно — Гаара подавил волю монстра, и они с Наруто стали друзьями. После этого случая Саскэ начал завидовать Наруто, задаваясь вопросом, как он так быстро стал сильнее, ведь Наруто смог одолеть и спасти своих товарищей, в то время когда у Саскэ это не получилось.
Старейшины Конохи предложили Дзирайе возглавить деревню в качестве Хокагэ, однако он отказался, утверждая, что есть более подходящая кандидатура — третья из Саннинов, Цунадэ. Наруто отправился вместе с ним на её поиски, и ему вновь пришлось столкнуться с Оротимару — тот разыскивал Цунадэ, желая, чтобы она излечила его руки, пострадавшие при битве с Третьим Хокагэ. Однако в битве трёх Саннинов Оротимару проиграл, и ему пришлось отступить. Цунадэ же согласилась возглавить Коноху. Вскоре после этого Саскэ, желавший стать сильнее, чтобы убить Итати, покинул деревню и отправился на обучение к Оротимару. Цунадэ поручает Сикамару вернуть его, и он набирает в свою команду Тёдзи, Нэдзи, Кибу с Акамару и Наруто, но на их пути встаёт Четвёрка Звука Оротимару (с обеих сторон на подмогу союзникам приходят Рок Ли и Гаара к ниндзя Листа и Кидомару к ниндзя Звука), и до Саскэ добирается только Наруто. Между лучшими друзьями происходит сражение, из которого Саскэ выходит победителем, но вместо того, чтобы убить Наруто и получить Мангэкё Сяринган, тот решает пощадить лучшего друга. Оправившись от ран, Наруто получил от Дзирайи предложение стать его учеником и согласился на это.

### Вторая часть
Действие второй части манги происходит спустя два с половиной года их странствий с Дзирайей. Вернувшийся в Коноху и повзрослевший Наруто стал более сильным и умным, но, в отличие от сверстников, остался в звании гэнина. Первой крупной миссией стало спасение похищенного группировкой Акацуки Гаары: в то время как Сасори был уничтожен Сакурой и Тиё, Наруто вместе с Какаси преследовал Дэйдару, которому всё-таки удалось сбежать, сымитировав свою смерть. Ослабленный использованием в погоне сярингана Какаси лёг в больницу, и Цунадэ сформировала новую четвёрку — помимо Наруто и Сакуры в неё вошли пролоббированный Дандзо член тайной организации «АНБУ» Сай и подконтрольный Хокагэ член АНБУ Ямато, в итоге и назначенный капитаном.
В таком составе они отправились к мосту, где, по признанию умиравшего Сасори, он должен был встретиться со своим шпионом, некогда подосланным к Оротимару. Им оказался Кабуто, который на самом деле давно предал Сасори. В операции всё пошло не так, как планировалось: Сай втёрся в доверие появившегося Оротимару, передав ему собранные Дандзо данные о членах АНБУ, а Ямато и Сакура были вынуждены тратить время на то, чтобы подавить пробудившегося из-за злости Наруто Лиса. Уже втроём они преследовали своих противников: им удалось выяснить, что настоящая цель Сая — убийство Саскэ, чего, однако, ему сделать не удалось: Оротимару, Кабуто и Саскэ скрылись. После этого Сай объявил другим членам команды, что, несмотря ни на что, он понимал их чувства и желание вернуть друга в Коноху, и в итоге он остался в команде.
Выздоровевший Какаси совместно с Ямато помог Наруто усовершенствовать технику Расэнгана, включив в неё использование стихии ветра. С её помощью в битве с Какудзу он смог уничтожить сразу два сердца противника из пяти. После этого до Конохи докатилась новость, что Саскэ убил Оротимару, после чего Цунадэ поручила сформировать команду, целью которой было обнаружение следов Утихи на территории страны. Благодаря Кибе и Акамару, учуявшим запах Саскэ, им удалось напасть на его след. Однако Тоби преградил им путь на время, достаточное, чтобы закончился бой между Саскэ и Итати. После этого Тоби перенёс Саскэ в логово Акацуки, тем самым оставив цель разведывательной команды невыполненной.
Отправившийся на разведку в деревню Тумана Дзирайя погибает от рук лидера Акацуки Пэйна. Узнав об этом, Наруто впадает в депрессию, из которой ему помогают выйти Ирука и Сикамару. Расшифровав не без помощи последнего послание из последней книги Дзирайи, Наруто с жабой Фукасаку отправляется на гору Мёбоку для изучения сэндзюцу и овладения Режимом Отшельника. Вскоре после этого на Коноху нападают Пэйн и Конан. Узнавший об этом Наруто отправился обратно и вступил в бой. Ему удаётся спасти Цунадэ и победить все тела лидера Акацуки, кроме одного. Во время сражения с последним, шестым, телом Пэйна, когда тот почти убил пришедшую ему на помощь Хинату, у Наруто активировались уже 8 хвостов. Лис почти убеждает Наруто снять сдерживающую его печать, но в подсознании юноши появляется образ Четвёртого Хокагэ, который не только раскрывает правду о том, кто же его родители, и позволяет сыну вернуть контроль над собой, но и сообщает, что за нападением Лиса на Коноху 15 лет назад стоял лидер Акацуки. После этого Наруто уничтожает шестое тело Пэйна и находит Нагато. Понявший свои ошибки и вспомнивший, благодаря Наруто, о своей мечте о мире без насилия, Нагато воскрешает всех погибших при его нападении на Коноху ценой собственной жизни. Конан решает покинуть Акацуки. Наруто чествуют как героя Конохи.
В связи с созывом Совета Пяти Кагэ Наруто вместе с Какаси и Ямато решает встретиться с Четвёртым Райкагэ, дабы убедить его не объявлять Саскэ международным преступником. Но Райкагэ, на брата которого Саскэ и напал, отказал ему. В один из вечеров к Наруто на несколько минут перемещается Тоби и рассказывает правду об Итати. Присутствовавшие при этом Какаси и Ямато решают полученную информацию пока что держать в секрете. После нападения Саскэ на Совет пяти Кагэ и убийства им Дандзо Наруто с помощью сэндзюцу находит Утиху и даже выражает желание вступить с ним в бой, но Тоби вновь переносит Утиху в логово Акацуки.
После того как впавшая в кому в результате нападения Пэйна Цунадэ приходит в сознание, обновлённый Совет пяти Кагэ решает укрыть Киллера Би и Наруто, двух оставшихся дзинтюрики, на тщательно охраняемом острове-черепахе. Наруто проходит тренировки под контролем Киллера Би, во время одной из которых в его подсознании возникает образ Кусины Удзумаки, которая рассказывает подробности нападения Лиса на Коноху. После этого Наруто удаётся почти полностью овладеть контролем чакры Лиса — у него появляются новые возможности, в том числе возможность улавливать чужие эмоции. С её помощью он обнаруживает спрятавшегося в Самэхаде Киллера Би Кисамэ: Гаю удаётся того победить, но тот вырывается из оков Ямато, кончает жизнь самоубийством, предварительно успев отправить данные об острове в Акацуки. Со временем Наруто понимает, что окружающие что-то от него скрывают (Ямато вообще пропал — его несколькими днями ранее схватил Кабуто), и вместе с Киллером Би покидает остров, прорывая созданное для их же защиты оцепление. В боях с врагами они сначала побеждают отряд созданных Дзэцу клонов синоби, а затем сталкиваются с Нагато и Итати, воскрешёнными Кабуто. С помощью техники Кото Амацуками, ранее заключённой в Наруто, Итати освобождается из-под контроля и одолевает Нагато. Один из клонов Наруто отправляется на подмогу к Гааре и Ооноки, и они вместе побеждают воскресших Кагэ. Клоны Наруто приходят на подмогу ко всем отрядам и вступают в бой с армией Дзэцу и воскресшими ниндзя. В это время Наруто, Киллер Би, Какаси и Гай сражаются с Тоби и его Шестью Путями.
Во время боя Наруто находит общий язык с Курамой, и тот соглашается дать ему свою силу. Наруто обретает новую трансформацию — форму Бидзю. С её помощью он освобождает души воскрешённых дзинтюрики от контроля Тоби, и, перед тем как тот был вынужден втянуть их обратно в Статую Демона, попадает в подсознание всех Бидзю, где заключает с ними и их носителями договор. Используя силу Курамы и тактическую хитрость Какаси, Наруто удаётся разбить маску Тоби и узнать, что за ней скрывается Обито Утиха.
Обито и присоединившемуся к нему Мадаре Утихе удаётся воскресить Дзюби, а также уничтожить штаб-квартиру операции, в результате чего погибли Сикаку Нара и Иноити Яманака; в бою Альянса синоби с Мадарой и Обито также погибают множество шиноби, в том числе Нэдзи Хюга, который ценой своей жизни спас Хинату и Наруто. Наруто крайне подавлен его смертью, чем пользуется Обито, чтобы переманить Наруто на свою сторону, но того приводят в чувство Хината и Курама. Тот благодарит их, и делится с Альянсом чакрой Девятихвостого, после чего им удаётся оборвать связь Обито и Мадары с Десятихвостым. И чуть позже на поле боя появляется воскрешённый Минато Намикадзэ, который спасает Альянс от Бомбы Хвостатого Дзюби, а вслед за ним появляются Хасирама, Тобирама, Хирудзэн, Оротимару, Дзюго, Суйгэцу, Карин и Саскэ, который заявляет о своих намерениях защитить Коноху и стать Хокагэ.
Чуть позже возрождённой команде № 11 и воскрешённым хокагэ почти удаётся победить Десятихвостого, но на поле боя появляется тяжелораненый после поединка с Какаси в измерении Камуи Обито. Из последних сил и при помощи Чёрного Дзэцу тот пытается окончательно воскресить Мадару, но того настигает и убивает Минато, в ужасе узнавшего своего ученика. Однако Обито успевает запечать в себя Дзюби. После продолжительного боя Наруто и Саскэ объединяют аватар Курамы и Сусаноо, как это в своё время сделал Мадара против Хасирамы, и при помощи Альянса Синоби им удаётся освободить Хвостатых Чудищ. В подсознании Обито Наруто всё же удаётся показать на своём примере, что у и Утихи могла быть иная судьба, и переубедить его. После перехода Обито на сторону Альянса и преобразования Дзюби в Древо Бога Наруто едва не погибает, когда Мадара извлекает из него Кураму. На помощь приходит сначала Сакура, которая своими медицинскими техниками не даёт сердцу юноши остановиться, а затем и воскрешённый Четвёртый Хокагэ, который может передать ему Инь-чакру Курамы. Однако Чёрному Дзэцу удаётся поглотить Инь-чакру Минато. Но вскоре приходит в себя Обито, чьим телом воспользовался Дзэцу, вырывает из Мадары часть чакры Хвостатых и спасает Наруто. В своём подсознании Наруто встречается с Хагоромо Оцуцуки (Рикудо Сэннином) и получает силу мудреца шести путей, «энергию духа», с помощью которого спасает от смерти Майт Гая, использовавшего восьмые врата, после чего вместе с Саске сражается с Мадарой, которому всё-таки удаётся получить Риннэган Обито. Вскоре Мадаре удаётся активировать «Глаз Луны», и Наруто, Саскэ, Сакура и Какаси остаются единственными живыми существами, которые не были погружены в Вечное Цукуёми.
После победы над Кагуей, возродившейся матерью Рикудо, Наруто и Саскэ бьются между собой, и Утиха признаёт своё поражение. В финале манги Удзумаки сходится с Хинатой Хюга, у них рождается двое детей — сын Боруто и дочь Химавари. Сам Наруто становится Седьмым хокагэ (после ушедшего в отставку Шестого хокагэ Какаси Хатакэ).

## Отзывы и критика
В каждом официальном опросе журнала Weekly Shonen Jump популярности персонажей серии Наруто неизменно попадает в топ-5 и даже несколько раз занимал первое место. Образ персонажа (как первой и второй части манги) используется для создания и продажи плюшевых игрушек, брелоков и многочисленных фигурок. Сэйю Наруто Удзумаки в аниме-сериале Дзюнко Такэути получила в 2009 году приз Общества развития японской анимации в категории «Лучшая актриса озвучивания». В рейтинге 25 лучших аниме-персонажей по версии IGN Удзумаки занял шестое место; составитель рейтинга Крис Маккензи считает, что хотя «Наруто не самый популярный персонаж в серии», но он «двигатель франшизы». Один из редакторов сайта Mania Entertainment Брайана Лаверенс поставила Наруто восьмым в списке «десяти головных болей в аниме» (англ. 10 Male Headaches of Anime), критикуя его желание вернуть Саскэ в Коноху, несмотря на то что из-за этого может пострадать он сам.
В целом ряде публикаций, касающихся манги, аниме, видеоигр и другой медиа-продукции, связанной с произведением, была высказана похвала и критика персонажа. В частности GameSpot высказал претензии идеалу подростковой жизни Наруто: он — ниндзя и ест всё, что хочет, но при этом у него нет родителей и его сторонятся другие люди. Сайт Anime News Network, назвавший Наруто «бастионом оптимистической энергии» (англ. «a bastion of optimistic energy»), также отметил, что бои с участием Наруто не так хороши, как другие, но его противоборство с Гаарой стало одним из лучших моментов в серии, превосходящем стереотипы жанра «сёнэн». Active Anime считает, что Наруто «с его целеустремлёнными убеждениями, стойкой верой в то, что добро побеждает зло, преданностью и безрассудством может стать героем, наиболее не похожим на других». Другой рецензент отметил, что Наруто «всегда сочувствует всем и каждому».
Рецензент сайта Mania.com хвалил персонажа за его инициативность, однако в числе минусов отметил его «глупость». Тем не менее после боя с Гаарой был отмечен его рост в качестве положительного героя. Похвалы удостоились и «вечно оптимистичный взгляд на вещи» персонажа, а также его дальнейшее развитие. Лоренс Рубин назвал его «импульсивным, гиперактивным и привлекающим к себе повышенное внимание», а также добавил, что заключение Девятихвостого Лиса в тело мальчика является метафорой борьбы с негативными эмоциями.